# Kościół św. Mateusza w Berlinie
Kościół pw. św. Mateusza w Berlinie – kościół w stylu  neoromańskim na południowym skraju dzielnicy Tiergarten w okręgu administracyjnym Mitte w Berlinie. Jest obecnie jedynym zabytkowym budynkiem w Kulturforum. Odrestaurowany w latach 1956–1960 pod kierunkiem architekta Jürgena Emmericha.

## Podobne kościoły
Plany świątyni zostały opublikowane w 1846 roku jako "kościół na 1500 miejsc" w książce "Entwürfe zu Kirchen,Pfarr- und Schul- Häusern zum amtlichen Preußischen Ober- Bau- Deputation". Według gotowego wzoru Stülera wybudowane zostały:
- ewangelicki kościół pw. św. Elżbiety w Bytowie w latach 1847–1854; obecnie rzymskokatolicki pw. św. Katarzyny[2],
- Kościół Świętych Apostołów Piotra i Pawła w Dębnie w latach 1852–1855/1857,
- kościół w Peitz w latach 1854–1860, ze zmienioną wieżą.